# 法人資格
在法學中，法人資格（英語：Legal personality），指具備能夠行使權利及承擔義務的法律能力。擁有法人資格的實體，稱為法律人（拉丁語：persona iuris），擁有法定資格的法律人，就具備法人資格，可以行使特定權利，負擔法定義務。法律人可以被分為自然人與法人兩種。